# Teoría del absorbedor de Wheeler-Feynman
La teoría del absorbedor de Wheeler-Feynman, llamada también teoría del medio absorbente o teoría de acción a distancia de Wheeler y Feynman, es una interpretación de la electrodinámica que deriva de la suposición de que las soluciones de las ecuaciones del campo electromagnético deben ser invariantes bajo simetría de inversión temporal (t → - t), como lo son las propias ecuaciones del campo electromagnético. Por ello es una teoría simétrica en el tiempo. De hecho, no hay ninguna razón aparente para la ruptura de la simetría de inversión temporal, que señala una dirección preferente del tiempo, y que es la que marca una distinción entre el pasado y el futuro. Una teoría invariante ante una inversión temporal es más lógica y elegante. Otro principio clave, resultado de esta interpretación y reminiscencia del principio de Mach, fue debido a Hugo Tetrode, y señala que las partículas elementales no autointeraccionan. Esto elimina inmediatamente el problema de las autoenergías.
Esta teoría fue enunciada hacia 1940 y lleva el nombre de sus creadores, los físicos Richard Feynman y John Archibald Wheeler.

## Simetría temporal y causalidad
El requisito de la simetría de inversión temporal, en general, es difícil de conjugar con el principio de causalidad. Las ecuaciones de Maxwell y las ecuaciones de las ondas electromagnéticas tienen, en general, dos soluciones posibles: una solución retrasada y otra solución adelantada. En consecuencia, toda partícula cargada genera ondas, por ejemplo en un instante {\displaystyle t_{0}=0} y en un punto {\displaystyle x_{0}=0}, que llegarán al punto {\displaystyle x_{1}} en el instante {\displaystyle t_{1}=x_{1}/c} (aquí {\displaystyle c} es la velocidad de la luz) posterior a la transmisión (solución retrasada), y otras ondas llegarán al mismo lugar en el instante {\displaystyle t_{2}=x_{1}/c} anterior a la transmisión (solución avanzada). Esta última, sin embargo, viola el principio de causalidad: las ondas avanzadas podrían ser detectadas antes de su emisión. Normalmente las soluciones avanzadas se descartan en la interpretación de las ondas electromagnéticas. A diferencia de eso, en la teoría del absorbedor, las partículas cargadas se consideran a la vez como emisores y absorbedores, y el proceso de emisión está conectado con el proceso de absorción de la siguiente manera: son consideradas tanto las ondas retardadas que van desde el emisor al absorbedor como las ondas avanzadas que van del absorbedor al emisor. La suma de las dos, sin embargo, da como resultado ondas causales, aunque las soluciones anti-causales (avanzadas) no se descarten a priori.
Wheeler y Feynman obtuvieron este resultado de una manera muy simple y elegante. Consideraron todas las partículas cargadas (emisores) presentes en nuestro universo, y supusieron que todas ellas generaban ondas simétricas invertidas en el tiempo. El campo resultante es

{\displaystyle E^{\mathrm {tot} }(\mathbf {x} ,t)=\sum _{n}{\frac {E_{n}^{\mathrm {ret} }(\mathbf {x} ,t)+E_{n}^{\mathrm {ava} }(\mathbf {x} ,t)}{2}}.\ }

Luego observaron que, si la relación

{\displaystyle E^{\mathrm {libre} }(\mathbf {x} ,t)=\sum _{n}{\frac {E_{n}^{\mathrm {ret} }(\mathbf {x} ,t)-E_{n}^{\mathrm {ava} }(\mathbf {x} ,t)}{2}}=0}

se mantiene, {\displaystyle E^{\mathrm {libre} }}, siendo una solución homogénea de la ecuación de Maxwell, se puede utilizar para obtener el campo total (ya que estaríamos sumando una cantidad nula)

{\displaystyle E^{\mathrm {tot} }(\mathbf {x} ,t)=\sum _{n}{\frac {E_{n}^{\mathrm {ret} }(\mathbf {x} ,t)+E_{n}^{\mathrm {ava} }(\mathbf {x} ,t)}{2}}+\sum _{n}{\frac {E_{n}^{\mathrm {ret} }(\mathbf {x} ,t)-E_{n}^{\mathrm {ava} }(\mathbf {x} ,t)}{2}}=\sum _{n}E_{n}^{\mathrm {ret} }(\mathbf {x} ,t)}

El campo total solo contiene las componentes retrasadas y no se viola la causalidad.
La suposición de que el campo libre es idénticamente igual a cero es el núcleo de la idea del absorbedor o medio absorbente. Significa que la radiación emitida por cada una de las partículas es completamente absorbida por todas las demás partículas presentes en el universo. Para entender mejor este punto, puede ser útil tener en cuenta cómo funciona el mecanismo de absorción en materiales comunes. A escala microscópica, es el resultado de la suma de la onda electromagnética entrante y las ondas generadas a partir de los electrones del material, la que reacciona con la perturbación externa. Si la onda incidente es absorbida, el resultado es un campo resultante cero. En la teoría del absorbedor se utiliza el mismo concepto, sin embargo en presencia de ondas tanto retrasadas como avanzadas.
La onda resultante parece tener una dirección preferente en el tiempo, ya que respeta la causalidad. Sin embargo, esto es sólo una ilusión. En efecto, siempre es posible invertir la dirección del tiempo simplemente intercambiando las etiquetas emisor y absorbedor. Por tanto, la dirección aparentemente preferida en el tiempo es el resultado de un etiquetado arbitrario.

## Simetría temporal y auto-interacción
Uno de los resultados más importantes de la teoría del absorbedor es la interpretación elegante y clara del proceso de radiación electromagnética. Es sabido que una partícula cargada que experimenta aceleración emite ondas electromagnéticas, es decir, pierde energía. Por tanto, la ecuación newtoniana de la partícula ({\displaystyle F=ma}) debe contener una fuerza disipativa (término de amortiguamiento), que tenga en cuenta esta pérdida de energía. En la interpretación causal del electromagnetismo, Lorentz y Abraham propusieron que esa fuerza, más tarde llamada fuerza de Abraham-Lorentz se debe a la autointeracción retrasada de dicha partícula con su propio campo. Esta primera interpretación, sin embargo, no es del todo satisfactoria, ya que da lugar a divergencias en la teoría y necesita algunas suposiciones sobre la estructura de distribución de la carga de la partícula. Dirac generalizó la fórmula para que fuese relativisticamente invariante. Al hacerlo, también sugirió una interpretación diferente. Demostró que el término de amortiguamiento puede ser expresado en términos de un campo libre que actúa sobre la partícula en TIC propia posición.

{\displaystyle E^{\mathrm {amortig} }(\mathbf {x} _{j},t)={\frac {E_{j}^{\mathrm {ret} }(\mathbf {x} _{j},t)-E_{j}^{\mathrm {ava} }(\mathbf {x} _{j},t)}{2}}}

Sin embargo Dirac no ofreció ninguna explicación física de esta interpretación.
En su lugar puede obtenerse una explicación clara y simple en el marco de la teoría del absorbedor, a partir de la simple idea de que cada partícula no interactúa consigo misma. En realidad esto es lo contrario de la primera suposición de Abraham-Lorentz. El campo que actúa sobre la partícula {\displaystyle j} en su propia posición (el punto {\displaystyle x_{j}}) es entonces:

{\displaystyle E^{\mathrm {tot} }(\mathbf {x} _{j},t)=\sum _{n\neq j}{\frac {E_{n}^{\mathrm {ret} }(\mathbf {x} _{j},t)+E_{n}^{\mathrm {ava} }(\mathbf {x} _{j},t)}{2}}\ {\text{.}}}

Si se suma el término campo libre de esta expresión, se obtiene:

{\displaystyle E^{\mathrm {tot} }(\mathbf {x} _{j},t)=\sum _{n\neq j}{\frac {E_{n}^{\mathrm {ret} }(\mathbf {x} _{j},t)+E_{n}^{\mathrm {ava} }(\mathbf {x} _{j},t)}{2}}+\sum _{n}{\frac {E_{n}^{\mathrm {ret} }(\mathbf {x} _{j},t)-E_{n}^{\mathrm {ava} }(\mathbf {x} _{j},t)}{2}}}

y, gracias al resultado de Dirac,

{\displaystyle E^{\mathrm {tot} }(\mathbf {x} _{j},t)=\sum _{n\neq j}E_{n}^{\mathrm {ret} }(\mathbf {x} _{j},t)+E^{\mathrm {amort} }(\mathbf {x} _{j},t).}

Por tanto, la fuerza de amortiguación se obtiene sin la necesidad de auto-interacción, que es sabido que da lugar a divergencias, y también da una justificación física a la expresión derivada por Dirac.

## Crítica
La fuerza de Abraham-Lorentz no está, sin embargo, libre de problemas. Escrita en el límite no relativista, da:

{\displaystyle E^{\mathrm {amortig} }(\mathbf {x} _{j},t)={\frac {e}{6\pi c^{3}}}{\frac {\mathrm {d} ^{3}}{\mathrm {d} t^{3}}}x}

Dado que la tercera derivada con respecto al tiempo (también llamada "sobreaceleración") entra en la ecuación del movimiento, para obtener una solución se necesita no sólo la posición y la velocidad iniciales de la partícula, sino también la aceleración inicial. Este aparente problema puede resolverse sin embargo en la teoría del absorbedor, observando que la ecuación de movimiento de la partícula ha de resolverse junto con las ecuaciones de Maxwell para el campo. En este caso, en lugar de la aceleración inicial, uno sólo tiene que especificar el campo inicial y la condición límite. Esta interpretación restaura la consistencia de la interpretación física de la teoría.
Otras dificultades pueden presentarse al tratar de resolver la ecuación del movimiento de una partícula cargada en presencia de esta fuerza de amortiguamiento. Comúnmente se afirma que las ecuaciones de Maxwell son clásicas y no pueden explicar correctamente los fenómenos microscópicos, como el comportamiento de una partícula puntual, donde los efectos de la mecánica cuántica deberían aparecer. Sin embargo con la teoría del absorbedor, Wheeler y Feynman fueron capaces de crear un enfoque clásico coherente con el problema.
Además, la interpretación simétrica en el tiempo de las ondas electromagnéticas parece estar en contraste con la evidencia experimental de que el tiempo fluye en una dirección determinada y que por tanto la simetría de inversión temporal se rompe en nuestro mundo. Comúnmente se cree, sin embargo, que esta ruptura de la simetría aparece sólo en el límite termodinámico (véase, por ejemplo, la flecha del tiempo). El propio Wheeler aceptó que le expansión del universo no es simétrica en el tiempo en el límite termodinámico. Esto no implica sin embargo que la simetría de inversión temporal deba romperse también a nivel microscópico.
Finalmente, el principal inconveniente de la teoría resultó ser el resultado de que las partículas no son auto-interactuantes. En efecto, como demostró Hans Bethe, el efecto Lamb necesitaba un término de auto-energía para ser explicado. Bethe y Feynman tuvieron un intenso debate sobre este tema y con el tiempo Feynman afirmó que la auto-interacción es necesaria para tener en cuenta este efecto correctamente.

## Desarrollos desde la formulación original

### Teoría de la gravedad
Inspirada por la naturaleza machiana de la teoría del absorbedor de Wheeler-Feynman para la electrodinámica, Fred Hoyle y Jayant Narlikar propusieron su propia teoría de la gravedad en el contexto de la relatividad general. Este modelo todavía existe a pesar de las recientes observaciones astronómicas que han puesto en dificultades la teoría.

### Interpretación transaccional de la Mecánica Cuántica
También inspirada por la teoría del absorbedor de Wheeler-Feynman, la interpretación transaccional de la mecánica cuántica (TIQM), propuesta por primera vez en 1986 por John G. Cramer, describe las interacciones cuánticas en términos de una onda estacionaria formada por la interferencia entre ondas retrasadas (hacia adelante en el tiempo) y avanzadas (hacia atrás en el tiempo). J. Cramer afirma que evita los problemas filosóficos con la interpretación de Copenhague y el papel del observador, y que resuelve varias paradojas cuánticas, tales como la no-localidad cuántica, el entrelazamiento cuántico y la retrocausalidad, aunque esto sigue siendo polémico debido a las hipótesis adicionales más allá de la teoría del absorbedor de Wheeler-Feynman, consideradas injustificadas por muchos autores.

### Resolución del problema de lacausalidad
T.C. Scott y R. A. Moore demostraron que la aparente falta de causalidad sugerida por la presencia de potenciales de Liénard-Wiechert avanzados (generalización relativista de los campos electromagnéticos) podría eliminarse completamente mediante la reformulación de la teoría en un marco electrodinámico plenamente relativista en términos solamente de potenciales retardados, sin las complicaciones de la idea del absorbedor.  El lagrangiano que describe a una partícula 1 bajo la influencia del potencial simétrico en el tiempo generado por otra partícula 2 es:

{\displaystyle L_{1}=T_{1}-{\frac {1}{2}}\left((V_{R})_{1}^{2}+(V_{A})_{1}^{2}\right)}

donde {\displaystyle T_{i}} es el funcional de la energía cinética relativista de la partícula i, y donde {\displaystyle (V_{R})_{j}^{i}} y {\displaystyle (V_{A})_{j}^{i}} son, respectivamente, los potenciales retrasados y avanzados de Liénard-Wiechert que actúan sobre la partícula j por los campos electromagnéticos relativistas generados por la partícula i. Recíprocamente, el lagrangiano correspondiente a la partícula 2 puesta en movimiento por los campos de la partícula 1 es:

{\displaystyle L_{2}=T_{2}-{\frac {1}{2}}\left((V_{R})_{2}^{1}+(V_{A})_{2}^{1}\right).}

Se demostró originalmente mediante un sistema algebraico computacional y, a continuación fue demostrado analíticamente que la diferencia entre un potencial retardado de la partícula i actuando sobre la partícula j y el potencial avanzado de la partícula j actuando sobre la partícula i es simplemente una derivada temporal total:

{\displaystyle {\frac {dF}{dt}}=(V_{R})_{j}^{i}-(V_{A})_{i}^{j}}

es decir, una "divergencia" en el cálculo de variaciones, y por lo tanto no aporta ninguna contribución a las ecuaciones de Euler-Lagrange. Gracias a este resultado los potenciales avanzados pueden ser eliminados; aquí la derivada total desempeña el mismo papel que el campo libre.
El lagrangiano para el sistema de N cuerpos es por lo tanto:

{\displaystyle L=\sum _{i=1}^{N}T_{i}-{\frac {1}{2}}\sum _{i\neq j}^{N}(V_{R})_{j}^{i}}

en el que los potenciales avanzados no realizan ninguna contribución. Además, la simetría partícula-partícula es evidente en este lagrangiano, es decir, el lagrangiano resultante es simétrico bajo el intercambio de la partícula i con la partícula j.  Para {\displaystyle N=2} esta función lagrangiana generará exactamente las mismas ecuaciones del movimiento de {\displaystyle L_{1}} y {\displaystyle L_{2}} y por consiguiente se preserva el aspecto físico del problema.
Por lo tanto, desde el punto de vista de un observador externo que observa la versión relativista del problema de n cuerpos, todo es causal. Sólo hacen su aparición los potenciales avanzados si aislamos las fuerzas que actúan sobre un cuerpo en particular.
También se encontraron las soluciones numéricas para el problema clásico.  Esta reformulación del problema viene con un precio: la N-cuerpos lagrangiano depende de todas las derivadas temporales de las curvas trazadas por todas las partículas es decir, el lagrangiano es orden infinito. Sin embargo, se ha avanzado mucho en el examen de la cuestión no resuelta de la cuantificación de la teoría. Además, esta formulación recupera la función lagrangiana de Darwin a partir de la cual fue derivada originalmente la ecuación de Breit (usada en química cuántica relativista), pero sin los términos disipativos. Esto asegura el acuerdo con la teoría y la experimentación, con la salvedad del efecto Lamb.  Un importante beneficio de su enfoque es la formulación de un momentum  generalizado canónicamente que es preservado totalmente, como fue presentado en una revisión comprehensiva en un artículo en vistas de la paradoja EPR.
Finalmente, Moore y Scott demostraron que la reacción de la radiación puede ser alternativamente derivada usando la idea de que, en promedio, el momento dipolar neto es cero para una colección de partículas cargadas, evitando las complicaciones de la teoría del absorbedor.

### Cálculo alternativo del efecto Lamb
Como se mencionó anteriormente, una crítica seria contra la teoría del absorbedor es que su hipótesis machiana de que las partículas puntuales no interactúan consigo mismas no permite autoenergías (infinitas) ni, por consiguiente, una explicación del efecto Lamb según la electrodinámica cuántica (QED). Edwin Thompson Jaynes propuso un modelo alternativo donde un desplazamiento parecido al efecto Lamb se debe no a la interacción con otras partículas siguiendo las mismas nociones de la propia teoría del absorbedor de Wheeler-Feynman. Un modelo simple es calcular el movimiento de un oscilador acoplado directamente con otros muchos osciladores. Jaynes ha demostrado que es fácil conseguir ambos comportamientos de emisión espontánea y efecto Lamb en mecánica clásica. Además, las alternativas de Jayne proporcionan una solución para el proceso de "suma y resta de infinitos" asociado con la renormalización.
Este modelo conduce al mismo tipo de Logaritmo de Bethe como parte esencial del cálculo del efecto Lamb, apoyando la afirmación de Jaynes de que dos modelos físicos diferentes pueden ser matemáticamente isomorfos entre sí y por lo tanto producir los mismos resultados, una aportación también aparentemente realizada por Scott y Moore sobre la cuestión de la causalidad.